# Deutscher Damen Automobil Club
Der Deutsche Damen Automobil Club e.V. (DDAC) wurde am 18. Mai 1926 in Gatow, Berlin, von 7 Damen gegründet. Am 10. Juni 1926 wurde der DDAC in das Vereinsregister des Amtsgerichts Berlin-Charlottenburg eingetragen - Seit 1949 ist der Sitz in Hannover. Der DDAC hat zurzeit rund 300 Mitglieder und sich dem Motorsport, der Kultur und der Gemeinschaft verschrieben. Er ist ein Automobilclub für sportlich aktive Frauen, welche in mehreren Landesclubs aktiv sind.

## Organisation und Struktur
Das Präsidium ist überregional tätig und vertritt den Club nach außen. Intern ist der DDAC in 8 Landesclubs organisiert. Jeder Landesclub hat einen eigenen Vorstand.

## Geschichte

### Gründung
Gegründet wurde der Deutsche Damen Automobil Club in Berlin. Dort wurde am 18. Mai 1926 das Gründungsprotokoll von sieben Damen unterzeichnet. Gründungspräsidentin war Lucy Elisabeth Freifrau von Linsingen. Ihr gelang es 6 weitere Damen von ihrer Idee zu überzeugen. Das Berlin der 1920er Jahre war aufgeschlossen für alles Neue und das automobilgeschichtlich innovative Jahr 1926 (z. B. Daimler und Mercedes-Benz schlossen sich zusammen) war prädestiniert, die Idee eines Damen Automobil Clubs zu verwirklichen.
Ziel von Freifrau von Linsingen war es, motorsportliche Veranstaltungen für Damen zu organisieren und ein gesellschaftliches und kulturelles Clubleben aufzubauen. In der Gründungsphase gelang es ihr in Hannover die Sportfahrerin Liliane Roehrs für die Mitgliedschaft und Gründung der Ortsgruppe Hannover zu gewinnen. Dieses stellte sich später als sehr wichtig für das Überleben in der NS-Zeit und die Neugründung im Jahr 1949 heraus. Es bildeten sich schnell Gruppen in Königsberg, Dresden, Leipzig und Stettin. 1927 wurde der DDAC Kartellclub beim AvD.

### Automobilisierung
In den Jahren ab 1928 veranstaltete der DDAC Zuverlässigkeitsfahrten. Es wurden schon damals Strecken zwischen 400 und 750 km zurückgelegt. Auch Geschicklichkeits- und Geländeprüfungen wurden abgelegt.

### Die Zeit vor dem Zweiten Weltkrieg
Bis 1933 konnten die Damen sich nicht nur sportlich, sondern auch gesellschaftlich betätigen. Hilde Ullstein, Hedda Adlon, Rennfahrerin Elisabeth Junek, Lilian Harvey waren ebenso gern gesehene Gäste wie die Mitglieder z. B.  Elinor Sachs von Opel, Margret Jay von Opel, Margarete von Hindenburg oder Charlotte Bahr, um nur einige zu nennen.
1933 drohte die Eingliederung in den nationalsozialistischen Einheitsclub „Der Deutsche Automobil-Club“, welcher die Abkürzung „DDAC“ übernahm. Dieses konnte nur dadurch verhindert werden, indem der „Deutsche Damen Automobil Club“ ein Traditionsclub ohne sportliche Ambitionen wurde.

### Die Jahre nach dem Zweiten Weltkrieg
Der DDAC zerfiel im Zweiten Weltkrieg. Liliane Roehrs konnte jedoch zehn Damen aus Hannover erfolgreich zum Durchhalten motivieren. Im Januar 1946 rief sie eine Mitgliederversammlung mit dem Ziel ein, die Tradition des alten Clubs wieder aufleben zu lassen und den Club zukunftsorientiert neu zu organisieren. Es wurde die Neugründung des Clubs mit Sitz in Hannover und die Wiederannahme des traditionsreichen Namens „Deutscher Damen Automobil Club e.V.“ beschlossen. 1949 schloss sich der DDAC dem AvD als Kooperativclub an.

### Deutsche Damen Rallye
1953 fand die erste Zuverlässigkeitsfahrt über 750 km nach Bad Pyrmont statt. Die „Deutsche Damen Rallye“ war geboren. Ihr folgten noch 19 weitere, bevor 1970 die Umfirmierung in „Orientierungsfahrten“ aufgrund neuer ONS-Bestimmungen stattfand. Außerdem oblag nun die Organisation dieser Veranstaltung den Landesclubs im jährlichen Wechsel.

### DDAC seit 1971
Heute besteht der DDAC aus rund 300 Mitgliedern in 8 Landesclubs. Regelmäßig finden sich Damen im Alter von 19 bis 98 Jahren aus ganz Deutschland zu kulturellen, kulinarischen aber auch sportlichen Aktivitäten zusammen. Es werden Tischrallyes oder gefahrene Orientierungsfahrten, Museums- und Konzertbesuche, aber auch im persönlichen Bereich stattfindende gesellschaftliche Unternehmungen organisiert. Auch die Erste Hilfe und fahrerisches Können werden geübt.

### Prominente Mitglieder und Ehrenmitglieder
- Bertha Benz (1849–1944)
- Elly Beinhorn (1907–2007)
- Margarete von Hindenburg (1897–1988)
- Liliane Roehrs (1900–1975)